# 탁청
탁청(卓靑, ? ~ ?)은 정주(定州) 출신으로, 고려 후기에 반란을 일으키고 원나라에 투항하여 쌍성총관부 천호(千戶)로 부역한 반역자다.

## 생애
1258년(고종 45년)에 몽고의 군사가 화주(和州) 지역을 침략하자, 조휘(趙暉)와 함께 강원도의 등주(登州), 문주(文州) 등에 있는 여러 성(城)의 사람들을 선동해 몽고의 군사에 투항하게 만들고, 동북면병마사 신집평이 죽도로 들어간 후 식량 조달로 수비가 허술해진 틈을 타, 신집평과 등주부사 박인기(朴仁起), 화주부사 김선보(金宣甫), 경별초(京別抄)의 군사들을 살해하고, 고성까지 점령했다.
그 후 철령 이북 지역을 몽고에 바치자 몽고는 쌍성총관부를 설치하여 조휘를 총관으로 임명하고 탁청을 천호(千戶)로 임명했다. 탁청과 조휘가 몽고에 투항한 이후 1356년(공민왕 5년)에 유인우를 비롯한 고려군에게 쫓겨날 때까지, 99년동안 쌍성총관부 총관은 조휘의 후손들이, 천호 자리는 탁청의 후손들이 세습했다.

## 같이 보기
- 조휘
- 쌍성총관부
- 최탄
- 이완용